# Auli Hakulinen

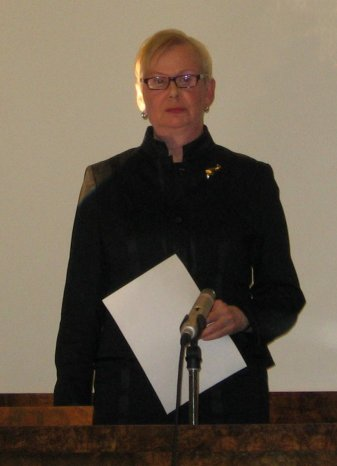
Auli Hakulinen vid sitt avtackningsseminarium 2007.

Auli Talvikki Hakulinen, född 10 mars 1941 i Helsingfors, är en finländsk språkvetare.
Hakulinen tog studentexamen vid Munkkiniemen yhteiskoulu i Helsingfors. Hon avlade filosofie kandidat- och licentiatexamen vid Helsingfors universitet 1965 respektive 1971, och blev filosofie doktor i allmän språkvetenskap vid Åbo universitet  1976. Hon var 1981–1991 biträdande professor i finska språket vid Helsingfors universitet, professor 1996–2006 och akademiprofessor 2001–2004. Hon har därtill varit verksam vid flera utländska lärosäten: lärare i finska vid Indiana University 1963–1964, som forskningsassistent vid University of London 1967–1968 samt som gästforskare vid Massachusetts Institute of Technology våren 1973.
Hakulinen har studerat bland annat det talade och skrivna språkets syntax, granskat förhållandet mellan mäns och kvinnors språk samt lett arbetet på den stora finska grammatik Iso suomen kielioppi som utkom 2004.

### Uppslagsverk
- Hakulinen, Auli i Uppslagsverket Finland (webbupplaga, 2012). CC-BY-SA 4.0